# 金辺峠
金辺峠（きべとうげ）は、福岡県北九州市小倉南区呼野と田川郡香春町採銅所を結ぶ峠。

## 交通
金辺峠は江戸時代以前から交通の要所であった。峠には日田彦山線の金辺トンネル、国道322号（香春〈かわら〉街道）に新金辺トンネルと第二金辺トンネル、その旧道には金辺トンネルがあり、計4本のトンネルが峠を南北に貫く。なお国道322号の第二金辺トンネルは上り車線（北九州方面）、新金辺トンネルは下り車線（田川方面）専用となっている、
日田彦山線の金辺トンネル（1.4 km）は、工期が20年に及ぶ難工事であった。1897年（明治30年）に金辺鉄道の手によってトンネルの建設工事が始まったが、着工時、複線断面鉄道トンネルとしては日本最長であったこともあり工事が難航し、落盤事故などで犠牲者を出した。金辺鉄道の経営悪化により工事が中断したものの、鉄道計画は小倉鉄道に引き継がれて工事が再開され、1914年（大正3年）にトンネルが貫通、1915年（大正4年）に開業した。前述の通り複線トンネルとして落成しているが、現在まで単線のままである。
1917年（大正6年）には香春街道に、道路用トンネルとして初代の金辺トンネルが完成した。太平洋戦争後の1967年（昭和42年）には新金辺トンネル（590 m）が開通し、旧道はあまり使用されなくなった。1970年（昭和45年）に国道322号に昇格し、その後も交通量は増え続けたため、1989年（平成元年）には新金辺トンネルの隣に、歩道が設けられた第二金辺トンネル（850 m）が完成し、現在に至っている。新金辺トンネルには歩道が無く、歩行者や自転車は第二金辺トンネルを通る必要がある。
旧道の金辺トンネルは不法投棄などを理由に金網で閉鎖されており通行は不可能である、周囲よりも一段低くなっているトンネル内には水が溜まっている。香春側の旧道は金辺トンネルの手前までは舗装されているが、そこから先の峠道は未舗装となっており、普通の乗用車での通行は難しい。旧道の北九州側には採石場が所在しているため、現在でも日常的に使用されているが、採石場付近から金辺トンネル入口までは未舗装で悪路となっており、草も生い茂っているため普通の乗用車は100 m程手前までしか近付くことができない。
金辺トンネル脇には元々の峠道があり、徒歩で峠を越えることができる。峠道沿いに郡境石、観音堂、島村志津摩の記念碑などがある。

### トンネルの銘板
- 第二金辺トンネル：「第二金辺トンネル」
- 新金辺トンネル：「新金辺隧道」
- 金辺トンネル：「道隧邊金」（右読み）